# Кауфман, Ллойд
Ллойд Кауфман (англ. Lloyd Kaufman; род. 30 декабря 1945) — американский режиссёр, продюсер, сценарист, актёр, композитор. Один из создателей независимой киностудии «Трома».

## Биография
Ллойд Кауфман родился 30 декабря 1945 года в Нью-Йорке. Женат на актрисе Патриции Кауфман, от которой имеет 3 детей. Его братом является сценарист и режиссёр Чарльз Кауфман (не путать с режиссёром и сценаристом Чарли Кауфманом).
Посещал Trinity School, которую окончил в 1964 году. После окончания школы поступил в престижный Йельский университет. Именно здесь произошло знакомство Ллойда с его будущим коллегой по цеху Майклом Херцем.
В 1966 году он отбыл в Африку в качестве миротворца, где в небольшой деревне в Чаде преподавал и вёл ряд исследований. Именно там Ллойд и снял свой первый короткометражный фильм, в котором запечатлена пятнадцатиминутная сцена забивания свиньи местными жителями. Этот фильм вскоре он продемонстрировал членам своей семьи, у которых просмотр ленты вызвал шок. Реакция семьи на отснятый материал окончательно подтолкнула Ллойда на принятие решения посвятить себя всецело кинематографу. Тогда он понял, что именно такого плана фильмы, могут вводить в ступор зрительскую аудиторию, и соответственно не отпускать до самого конца.
В начале 1970-х годов он организовывает студию 15th Street Films совместно с Оливером Стоуном и Фрэнком Виталем. Вскоре Стоун начал снимать собственные фильмы и Кауфман пригласил своего бывшего сокурсника по Йелю Майкла Херца на съёмки фильма Ha-Balash Ha’Amitz Shvartz, предполагая, что лента будет интересной для зрителя. Картина не оправдала возложенных на неё надежд и провалилась в прокате, принеся убытки в тысячи долларов.
Одно время работал на студии Cannon Pictures. Однако сотрудничество со студией продлилось недолго. «Постоянно возникали проблемы. Я всегда хотел делать по-своему, а моё начальство требовало делать так, как все!» — вспоминал Кауфман.
В 1974 году Кауфман совместно с Херцем создал студию «Трома».

## Фильмография
- 1969 — The Girl Who Returned (композитор, продюсер, режиссёр, сценарист, оператор)
- 1971 — Битва за возвращение любви (актёр, композитор, продюсер, режиссёр, сценарист)
- 1971 — Cry Uncle (актёр)
- 1971 — Sweet Savior (актёр)
- 1973 — Отважный детектив Шварц (актёр, продюсер, режиссёр, сценарист)
- 1973 — Сахарное печенье (актёр, продюсер, сценарист)
- 1974 — Тихая ночь, кровавая ночь (продюсер)
- 1976 — Божественное помешательство (актёр, продюсер, режиссёр, сценарист)
- 1976 — Рокки (актёр)
- 1978 — Медленный танец в большом городе (актёр)
- 1979 — Сосите кегли (актёр, продюсер, режиссёр, оператор)
- 1980 — Последний отсчет (актёр, продюсер)
- 1980 — День матери (продюсер)
- 1982 — Безбашенные официантки (продюсер, режиссёр, оператор)
- 1983 — Развод или...всё наоборот (продюсер, режиссёр, сценарист, оператор)
- 1983 — Первые сексуальные опыты (продюсер, режиссёр, сценарист, оператор)
- 1984 — Темная сторона полуночи (продюсер)
- 1984 — Токсичный мститель (продюсер, режиссёр, сценарист, оператор)
- 1985 — Игорь и безумцы (продюсер)
- 1986 — Кричащие школьницы (продюсер)
- 1986 — Боевой шок (продюсер)
- 1986 — Атомная школа (продюсер, режиссёр, сценарист)
- 1987 — Жажда свободы (продюсер)
- 1988 — Война Тромы (продюсер, режиссёр, сценарист)
- 1989 — Токсичный мститель 2 (актёр, продюсер, режиссёр, сценарист)
- 1989 — Токсичный мститель 3 (продюсер, режиссёр, сценарист)
- 1989 — Dialing for Dingbats (продюсер)
- 1989 — Fortress of Amerikkka (продюсер)
- 1990 — Рокки 5 (актёр)
- 1990 — Сержант Кабукимен из нью-йоркской полиции (продюсер, режиссёр, сценарист)
- 1991 — Атомная школа 2 (актёр, продюсер, сценарист)
- 1993 — Система Трома (продюсер, режиссёр, сценарист)
- 1994 — Атомная школа 3 (актёр, продюсер, сценарист)
- 1994 — House of the Rising (продюсер)
- 1995 — У блондинок пушки круче (продюсер)
- 1996 — Тромео и Джульетта (актёр, продюсер, режиссёр, сценарист)
- 1997 — Оргазмо (актёр)
- 1997 — Hamster PSA (продюсер)
- 1997 — Hellinger (продюсер)
- 1997 — Sgt. Kabukiman Public Service Announcement (продюсер)
- 1998 — Sucker: The Vampire (продюсер)
- 1999 — Беспредельный террор (актёр, продюсер, режиссёр, сценарист)
- 1999 — Прикоснись ко мне утром (продюсер)
- 1999 — Завтра к полуночи (актёр)
- 2000 — Токсичный мститель 4 (актёр, продюсер, режиссёр, сценарист)
- 2000 — The Rowdy Girls (продюсер)
- 2001 — Sidney Pink on 'Pyro' (продюсер)
- 2002 — Канны, любовь моя (продюсер, режиссёр, сценарист, оператор)
- 2002 — Кровопускание (актёр)
- 2003 — Костоправ (актёр)
- 2003 — Нашествие зомби (актёр)
- 2003 — Расчлененная семейка (актёр, продюсер, режиссёр)
- 2003 — Серьёзные повреждения (актёр)
- 2003 — Тюремные активистки (актёр)
- 2003 — Doggie Tails, Vol. 1: Lucky’s First Sleep-Over (актёр, продюсер)
- 2004 — Звуки страха (актёр)
- 2004 — Мясо для холодильника Сатаны (актёр)
- 2004 — Панк-рок резня (актёр)
- 2004 — Повелитель мертвецов (актёр)
- 2004 — Рассказы с помойки (актёр, продюсер, режиссёр)
- 2004 — Who Flung Poo? (продюсер)
- 2005 — Волчья охота (актёр)
- 2005 — Дом для пуль (актёр)
- 2005 — Операторская (актёр)
- 2005 — Рыцарь мертвецов (актёр)
- 2005 — Человек из ниоткуда (актёр)
- 2005 — Virgin Beasts (продюсер)
- 2006 — Атака куриных зомби (актёр, продюсер, режиссёр, сценарист)
- 2006 — Слизняк (актёр)
- 2006 — Умри и дай пожить (актёр)
- 2006 — Худу для вуду (актёр)
- 2006 — Debbie Rochon Confidential: My Years in Tromaville Exposed! (режиссёр)
- 2007 — Безумное животное (актёр)
- 2008 — Брайан любит тебя (актёр)
- 2009 — Адреналин 2: Высокое напряжение (актёр)
- 2009 — Геймер (актёр)
- 2010 — День матери (продюсер)
- 2011 — Super Death Kill (актёр)
- 2013 — Атомная школа: Возвращение. Часть 1 (актёр, режиссёр)
- 2014 — Стражи Галактики (актёр)
- 2017 — Атомная школа: Возвращение. Часть 2 (актёр, режиссёр)
- 2023 — Токсичный мститель (продюсер)

## Награды и премии
- На кинофестивале «Raindance» в 1997 году Кауфману вручили почётный приз за достижения в карьере.
- В 2003 году на фестивале фантастических фильмов в Амстердаме режиссёру вручили приз за достижения в области кино.
- В 2017 году его фильмы вошли в шорт лист фестиваля «Капля».

## Факты
- Ллойд — вегетарианец[1].
- В Йельском университете вместе с Кауфманом учился затем ставший близким другом Джордж Буш-младший.
- Сыграл главную роль в клипе российской группы «Корабль» на песню «Wildman», снятом творческим объединением «СВОИ2000»[2].
- Снялся в 111 эпизоде AVGN на Toxic Crusaders, где был приглашен как гость[3].